# Heckler & Koch P8
La Heckler & Koch P8 (abbreviata anche come H&K P8 o HK P8) è una pistola semiautomatica prodotta dall'azienda Heckler & Koch, successore della Walther P1 come pistola di servizio della Bundeswehr.

## Descrizione
Il P8, come l'USP da cui è derivato, è fatto di plastica e metallo. L'impugnatura è realizzata in poliammide con rinforzi in fibra di vetro e inserti in acciaio, chiusura e canna sono in acciaio come nella maggior parte delle armi da fuoco.
L'arma ha un sistema di funzionamento Browning Petter modificato. La modifica qui consiste in una seconda molla di chiusura sull'asta di guida della molla. Ciò dovrebbe causare un migliore gestione e una riduzione del rinculo.
Il P8 differisce in base alle esigenze della Bundeswehr e ha tre caratteristiche speciali rispetto alla USP:
- Caricatore trasparente a prova di polvere;
- Disposizione specifica per P8 della leva di sicurezza e rilascio (dall'alto verso il basso: "Fuoco", "Sicuro", "Relax").

Per il P8 i seguenti accessori sono forniti nella Bundeswehr:
- fondina;
- dispositivo di pulizia della pistola;
- modulo luce laser (LLM01).

## Problemi
Quando viene utilizzato con le munizioni dell'esercito del tipo DM 51 si creerebbe una pressione troppo elevata del gas nella camera di scoppio, che può lesionare il carrello. Secondo il ministero federale della Difesa tedesca, dall'inizio del 2012 fino a settembre 2013, sono stati registrati un totale di 48 incidenti di questo tipo, tra cui 12 incidenti con "rotture o crepe". L'uso della cartuccia DM91 è stato sospeso nel mese di aprile 2012 per l'arma dopo che nel 2011 gli studi presso il Centro Tecnico Bundeswehr 91 per le armi e le munizioni ha mostrato lo stesso difetto.

## P8 Combact
Il P8 Combact è una versione speciale del Comando Forze Speciali e la squadra di imbarco della Marina Militare tedesca. Invece della leva per la sicura e per il rilascio del caricatore, questa versione ha solo una leva di rilascio del caricatore per garantire maggiore prontezza e velocità di utilizzo.